# Брюлль, Адольф
Адольф Брюлль (1846—1908) — немецкий иудейский проповедник, писатель и редактор еврейско-австрийского происхождения.

## Биография
Сын раввина Якова Брюлля, род. в Коетине (Моравия) в 1846 году. Младший брат Нехемии Брюлля, будущего раввина (1843—1891).
В 1870 году окончил в Бреславле философский факультет и еврейскую семинарию.
В 1871 году стал проповедником во Франкфурте-на-Майне, где вскоре учредил Общество имени Мендельсона. Общество издавало журнал «Populär-wissenschaftlichen Monatsblätter zur Belehrung über das Judentum für Gebildete aller Konfessionen» (1881—1908), который Брюлль редактировал.
Прекрасный оратор, он пользовался большой популярностью, хотя ортодоксы сильно критиковали свободу его проповедей.

## Труды
Из работ по иудаизму ЕЭБЕ выделяет:
- Fremdsprachliche Redensarten und ausdrücklich als fremdsprachlich bezeichnete Wörter in den Talmuden und Midraschim, 1869;
- Trachten der Juden im nachbiblischen Alterthume, 1873;
- Das samaritanische Targum zum Pentateuch, zum ersten Male in hebräischer Quadratschrift etc., 1875;
- Zur Geschichte und Literatur der Samaritaner, 1876;
- Beiträge zur Kenntnis der jüdisch-deutschen Literatur, 1877;
- Die Mischehe im Judenthum im Lichte d. Geschichte, 1905;
- Geschichte der Loge zur aufgeh. Morgenröthe in Frankf. am M., 1907.[2]